# Gary Johnson
Gary Earl Johnson (født 1. januar 1953 i Minot, North Dakota) er en amerikansk politiker. Han har tidligere været guvernør i delstaten New Mexico i perioden 1995-2003, valgt for det republikanerne.
Han var blandt de republikanske præsidentkandidater til det Amerikanske præsidentvalg 2012, men trak sig som republikansk kandidat i december 2011, for at søge kandidatur for det Libertarianske Parti, der er USA's tredjestørste parti. I 2016 stillede han igen op som libertariansk præsidentkandidat og opnåede 3,3% af de afgivne stemmer, over tre gange så mange som ved det foregående valg.